# Jantine Schuit
Jantine Schuit (1964) is een Nederlands wetenschapper en universiteitsbestuurder. Sinds 1 november 2024 is Schuit rector magnificus van de Erasmus Universiteit Rotterdam (EUR), als opvolger van Annelien Bredenoord (die voorzitter van het CvB werd). Voorheen was zij vanaf 2017 hoogleraar gezondheid, gedrag en maatschappij bij Tilburg University, waar ze van november 2020 tot oktober 2024 tevens als vice-rector magnificus lid was van het College van Bestuur.

## Biografie
Schuit studeerde in de jaren 1980 aan de Wageningen Universiteit voor Huishoud- en consumentenwetenschappen, met als richting epidemiologie en gezondheidsleer. In 1989 behaalde zij daar haar master of science, om vervolgens in 1997 te promoveren op onderzoek naar het effect van een bewegingsprogramma op risicofactoren voor hart- en vaatziekten bij ouderen.
In de twintig jaar daarna was Schuit van 1997 tot 2017 werkzaam bij het Rijksinstituut voor Volksgezondheid en Milieu (RIVM) in Bilthoven, waaronder als plaatsvervangend directeur Volksgezondheid en Zorg en Hoofd van het centrum Voeding, Preventie en Zorg. Tegelijkertijd was ze verbonden aan de Vrije Universiteit Amsterdam (VU) als Universitair Hoofddocent en Bijzonder Hoogleraar van 2005 tot en met 2017. Daarna begon haar hoogleraarschap voor Health, Behavior and Society (gezondheid, gedrag en maatschappij) bij Tilburg University, terwijl ze daarnaast de functie van decaan bij Tilburg School of Social and Behavioral Sciences vervulde. Als vice-rector van Tilburg University was zij verantwoordelijk voor onderwijs, onderzoek en impact, en heeft zij zich ingezet voor innovatie, professionalisering en kwaliteitszorg van het onderwijs. In oktober 2024 nam ze afscheid van haar bestuursfuncties bij de Tilburgse universiteit in voorbereiding op haar nieuwe functie bij de EUR.
Schuit is sinds 1 november 2024 rector magnificus bij de Erasmus Universiteit Rotterdam. Bij haar aantreden als rector begon zij met 100 dagen in gesprek te gaan met 100 willekeurige studenten, wetenschappers en medewerkers van de Erasmus Universiteit om te luisteren naar van alles wat er mogelijk speelt binnen en buiten de universiteit. Voorts moest zij al meteen moeilijke keuzes maken door aangekondigde forse bezuinigingen op hoger onderwijs, terwijl er wat haar betreft juist diende te worden geïnvesteerd in de kenniseconomie.

## Publicaties
- (en) Schuit, A.J. (1997). Regular Physical Activity in Old Age : Effect on Coronary Heart Disease Risk Factors and Well-Being. Wageningen University & Research, Wageningen, pp. 162. Geraadpleegd op 30 januari 2025. (proefschrift)
- (en) Schuit, Jantine (30 november 2018). Changing behavior to promote health for all : A life-course approach. Inaugural address by prof. dr. Jantine Schuit. Tilburg University, Tilburg, pp. 27. ISBN 978-94-6167-376-3. Geraadpleegd op 30 januari 2025. (inaugurele rede als professor of Health, Behavior and Society at Tilburg University)